# Solbiate Olona
Solbiate Olona est une commune de la province de Varèse dans la région Lombardie en Italie.

## Toponyme
La première partie du nom fait référence à un nom latin Salvius ou Sulvius avec le suffixe -ate. 
La spécification se réfère à l'emplacement du village sur le fleuve éponyme.

## Administration
| Période                                  | Période  | Identité              | Étiquette | Qualité      |
| ---------------------------------------- | -------- | --------------------- | --------- | ------------ |
| 8/6/2009                                 | En cours | Luigi Salvatore Melis |           | entrepreneur |
| Les données manquantes sont à compléter. |          |                       |           |              |

### Hameaux
Solbiello, la Conigliera, C.na Brugherezza, Zecchi

### Communes limitrophes
| Fagnano Olona |                | Gorla Maggiore |
|               | Solbiate Olona | Gorla Minore   |
|               | Olgiate Olona  |                |